# Santa Rosa (Panamá Oeste)
Santa Rosa es un corregimiento del distrito de Capira en la provincia de Panamá Oeste, República de Panamá. La localidad tiene 1767 habitantes (2010).

## Geografía
Santa Rosa está ubicada en la provincia de Panamá Oeste, que es conocida por su diversidad geográfica que incluye montañas, colinas y llanuras costeras. El corregimiento de Santa Rosa se caracteriza por su entorno rural y su proximidad a áreas naturales y ríos, lo que contribuye a su belleza escénica y a su biodiversidad.

## Economía
La economía de Santa Rosa se basa principalmente en la agricultura y la ganadería. Los cultivos predominantes en la región incluyen maíz, arroz y diversas frutas tropicales. La ganadería también juega un papel importante en la economía local, con la cría de ganado vacuno y porcino como actividades comunes.

## Cultura y Tradiciones
Santa Rosa mantiene vivas diversas tradiciones culturales y festividades, muchas de las cuales están relacionadas con la agricultura y las celebraciones religiosas. Las festividades patronales en honor a Santa Rosa de Lima son especialmente destacadas, atrayendo a residentes y visitantes con procesiones, música y bailes tradicionales.

## Educación y Servicios
El corregimiento cuenta con escuelas primarias que sirven a la comunidad local, proporcionando educación básica a los niños de Santa Rosa. Para educación secundaria y otros servicios especializados, los residentes suelen desplazarse a centros urbanos cercanos en el distrito de Capira.

## Infraestructura y Transporte
La infraestructura de Santa Rosa incluye caminos rurales que conectan el corregimiento con otras localidades del distrito de Capira. El transporte es mayoritariamente terrestre, con servicios de buses y transporte privado que facilitan el acceso a áreas cercanas y a la Ciudad de Panamá.

## Demografía
Según el censo de 2010, Santa Rosa tiene una población de 1.767 habitantes. La densidad de población es baja, lo que es típico de las áreas rurales de Panamá, donde las comunidades tienden a ser pequeñas y dispersas.